# Grizzly af Gefle
Die Grizzly af Gefle ist ein Schlepper, der unter dem Namen Fairplay 22 im Besitz der BBB Schlepp- und Hafendienst war. Er wurde unter der Flagge Antiguas und Barbudas von der Fairplay Schleppdampfschiffs-Reederei Richard Borchard im Hafen von Rotterdam betrieben. Am 11. November 2010 kenterte der Schlepper während eines Einsatzes vor Rotterdam. Seit Juni 2012 ist die Vaya II in Griechenland im Einsatz.

## Geschichte

### Bau, Indienststellung und Einsatz
Der Schlepper entstand mit der Baunummer 613 auf der Werft Construcciones Navales Santodomingo in Vigo (Spanien) und wurde im April 1998 in Dienst gestellt. Danach wurde er als Fairplay 22 unter anderem auch im Hafen Rotterdam eingesetzt.

### Unfall
Am Nachmittag des 11. November 2010 assistierte der Schlepper bei stürmischem Wetter vor Hoek van Holland der aus Harwich kommenden Fähre Stena Britannica beim Einlaufen in den Hafen von Rotterdam. Dabei kenterte er und die fünfköpfige Besatzung ging über Bord. Drei Personen konnten gerettet werden, der Kapitän und ein Maschinist kamen ums Leben. Nachdem zwei Schlepper das Wrack vorläufig auf Position gehalten hatten, wurde es am 13. November 2010 von dem Schwimmkran Taklift 7 zur Hebung in den Rotterdamer Waalhafen verbracht. Am 18. November 2010 war die Fairplay 22 gehoben und vollständig ausgepumpt. Nach Abschluss der Untersuchungen wurde das Schiff den Eignern zurückgegeben und in einem Dock auf seine Reparaturwürdigkeit hin untersucht.

### Reaktivierung
2011 wurde der Schlepper verkauft. Das beschädigte Schiff wurde Anfang Juni 2011 von Eemshaven nach Thessaloniki verlegt und am 11. Juli 2011 aus dem Register des Germanischen Lloyds gelöscht. Ab Anfang September 2011 wurde er unter dem Namen Vaya II geführt. Nach der Instandsetzung wurde er im Juni 2012 wieder in Dienst gestellt. Reederei war das Unternehmen Maritime Consortium of Thessaloniki, Eigner war das Unternehmen Aigaion Marine. Ab Oktober 2012 hieß der Schlepper Vagia II. 2014 wurde er nach Schweden verkauft und wird seitdem im Hafen von Gävle als Grizzly af Gefle unter schwedischer Flagge betrieben.